# Nicola Payne
Nicola Anne Payne –conocida como Nikki Payne– (Hong Kong, 26 de julio de 1960) es una deportista neozelandesa que compitió en remo. Participó en los Juegos Olímpicos de Seúl 1988, obteniendo una medalla de bronce en la prueba de dos sin timonel.

## Palmarés internacional
| Juegos Olímpicos | Juegos Olímpicos     | Juegos Olímpicos  | Juegos Olímpicos |
| Año              | Lugar                | Medalla           | Prueba           |
| ---------------- | -------------------- | ----------------- | ---------------- |
| 1988             | Seúl (Corea del Sur) | Medalla de bronce | Dos sin timonel  |